# 飯坂宗康
飯坂 宗康（いいざか むねやす）は、戦国時代から安土桃山時代にかけての武将。伊達氏庶流・飯坂氏14代当主。陸奥国信夫郡飯坂城主。伊達政宗側室・飯坂の局の父。

## 生涯
信夫郡飯坂城主・飯坂宗定の子として誕生する。
飯坂氏は伊達氏初代・伊達朝宗の四男・為家を祖とし、為家の曾孫・政信が飯坂に居を構えて飯坂氏を称したのが始まりである。飯坂氏は伊達氏の庶流であり、一家の家格を有する名門であったが、寛文11年（1671年）の伊達騒動の際に当主切腹のうえ御家断絶となっており、その詳細を伝える史料は散逸して実態が明らかでない部分が多い。伊達晴宗の代には、黒川氏から養子に入った飯坂氏定（黒川晴氏の叔父）が継いでいたが、氏定は養父との折り合いが悪く、出奔して越後国の上杉謙信の下に去ってしまった。宗康の父・宗定が氏定と同一人物か、あるいは別人かは確定できないが、年代から見て氏定の出奔後に宗康が家督を相続していることは確かである。
天正4年（1576年）8月2日、伊達輝宗は伊具郡における相馬盛胤との決戦を前にして、参陣した配下の諸将から起請文を取っているが、その十三番備の項に瀬上景康・大波長成・須田左馬之助・須田太郎左衛門・須田新左衛門と共に宗康の名が見える。
宗康は天正12年（1584年）に家督を継いだ伊達政宗からも重用され、二女が政宗の側室に迎えられている（飯坂の局）。天正13年11月（1586年1月）の人取橋の戦いでは、政宗の本陣がある観音堂山近くに布陣。本陣に攻め寄せる敵軍に突入して力戦し、政宗の退却を助けた。天正16年（1588年）の郡山合戦では、小手森城攻めに参加したのち窪田城の防衛にあたり、翌天正17年（1589年）に岩城常隆が田村郡攻略のため出兵した際には、大條宗直らと共に田村宗顕への援軍として派遣され、田村領の警固にあたっていたが、同年秋に病に罹り、9月2日に死去。天正3年（1575年）に自らが再興した天王寺に葬られた。
宗康には男子がおらず、飯坂家は一時断絶したが、慶長9年（1604年）に飯坂の局が政宗の三男・権八郎を養子に迎え、飯坂家を再興した。権八郎は伊達姓を拝領して伊達宗清と名乗り、黒川郡下草城主となって38000石を領した（吉岡伊達家）。

## 系譜
- 父：飯坂宗定（氏定?）
- 母：桑折宗保の娘
- 正室：桑折景長の娘
  - 女子 - 長女。桑折政長室
  - 飯坂の局 - 二女。伊達政宗側室

## 関連作品
- 『独眼竜政宗』（1987年NHK大河ドラマ、演：東八郎）